# Waldbühne Wilhelmshöhe

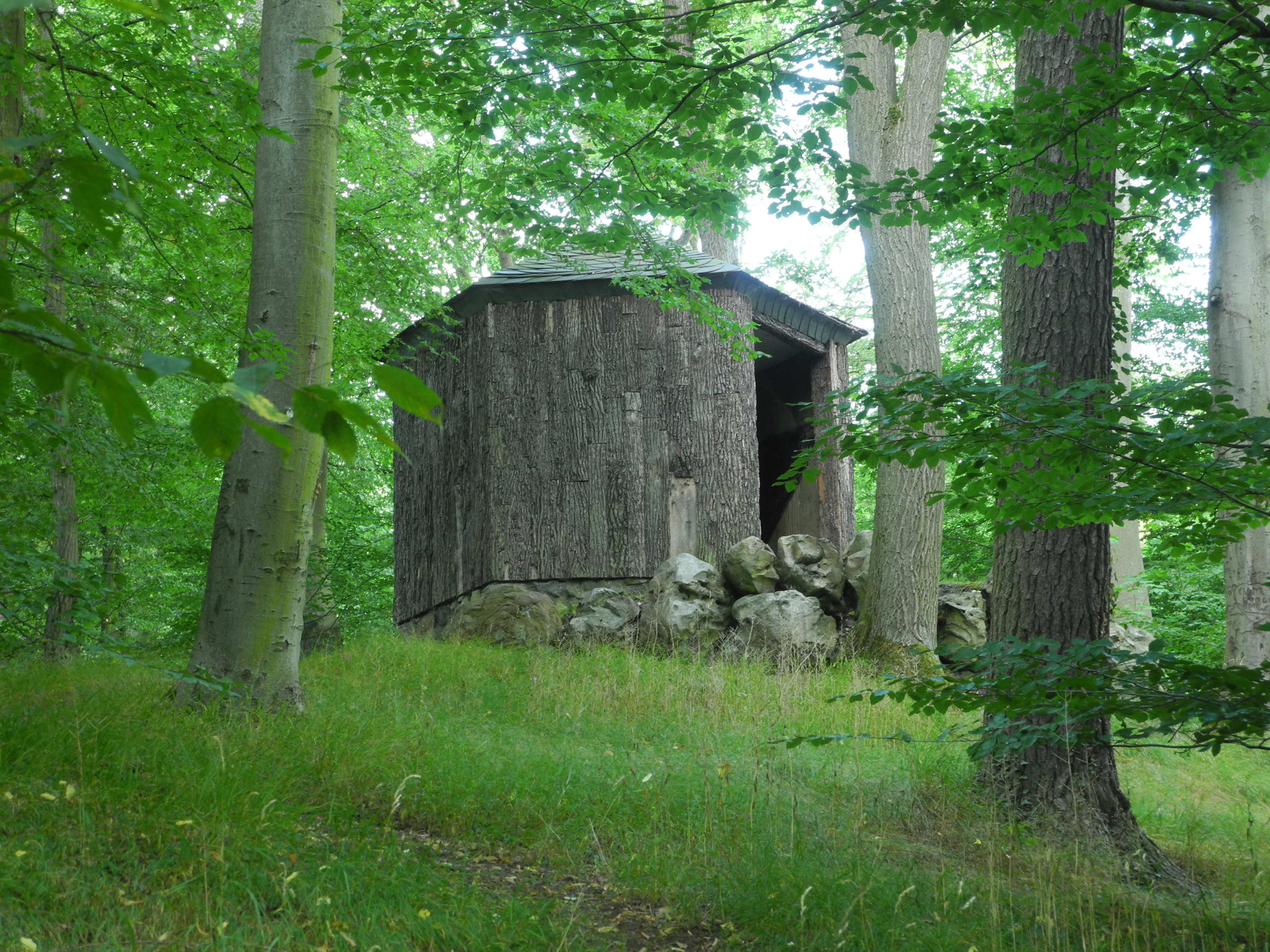
Unterhalb vom sogenannten Hexenhäuschen befand sich die Freilichtbühne

Die Waldbühne Wilhelmshöhe war eine Freilichtbühne im Kasseler Bergpark Wilhelmshöhe. Die vom Staatstheater Kassel bespielte Bühne bestand von 1950 bis 1955 und bot über 5000 Zuschauern Platz. Aufgrund der häufig ungünstigen Wetterbedingungen und der schlechten Verkehrsanbindung entwickelte sich die Spielstätte zu einem finanziellen Fiasko und wurde vollständig abgebrochen.

## Geschichte
Nach dem Ende des Zweiten Weltkriegs verfügte das Kasseler Staatstheater bis 1959 über kein eigenes Haus mehr. Als Behelfstheater wurde unter anderem die Stadthalle Kassel genutzt, deren Blauer Saal mit 650 Plätze als Opernhaus diente. Im Juni 1949 wurde unter der Leitung des Regisseurs Hanns Friderici und des Dirigenten Karl Elmendorff auf dem Bowling Green vor dem Schloss Wilhelmshöhe der Zigeunerbaron gegeben und erfuhr einen starken Publikumszulauf. Von dem unerwarteten Erfolg beflügelt, wurde am nördlichen Rand der Gartenanlage eine feste Freilichtbühne errichtet, die mit über 5000 Sitzplätzen fast fünfmal so viele Plätze wie alle anderen Kasseler Bühnen zusammen bot. Die Bühne bestand aus drei Podesten, die eine größere Variabilität ermöglichte als die Provisorien unter Dach. Die gestaffelt am Hang installierten Sitzbänke bestanden aus im Boden befestigten Holzlattenkonstruktionen mit Rückenlehnen. Die neue Spielstätte wurde am 18. Mai 1950 (Christi Himmelfahrt) eröffnet. Aufgeführt wurde das Vorspiel und die Festwiese aus dem 3. Akt der Meistersinger von Nürnberg.
Bald stellten sich die kühlen Fallwinde des nach Osten zeigenden Hangs des Habichtswaldes als nachteilig heraus. Vorstellungen mussten bei Regen unterbrochen werden, Instrumente nahmen durch die hohe Luftfeuchtigkeit Schaden und ein erhöhter Krankenstand im Ensemble gefährdete den regulären Spielbetrieb. Die Akustik der Anlage wurde als vorteilhaft für Singstimmen bezeichnet, wohingegen der Orchesterklang sich in der Topografie nicht behaupten konnte. Inszenierungen von Richard Wagners Lohengrin und Walküre wurden vom späteren Chefdramaturgen Hans Joachim Schaefer rückblickend als „künstlerisch kaum vertretbar“ bezeichnet. Mussten aufgrund der Witterung Aufführungen abgesagt oder in die Stadthalle verlegt werden, entstanden dem Haus jedes Mal große wirtschaftliche Verluste. Bereits 1956 kam es zu keinen Aufführungen mehr und die Anlage wurde abgebaut. In fünf Jahren führte der Betrieb zu einem Defizit von 27.000 DM.
Heute erinnern keine Reste mehr an die ehemalige Waldbühne.